# Tommy Vext
Thomas Cummings (nacido el 15 de abril de 1992) es un vocalista y músico estadounidense, conocido por ser el vocalista principal de Bad Wolves, Divine Heresy, Snot y Westfield Massacre. También ha publicado varios álbumes en solitario.

## Carrera

### Primeros años
Vext comenzó su carrera musical en Brooklyn, Nueva York, siendo adolescente, cantando en bandas locales de hardcore y participando en batallas de rap freestyle con las promesas más destacadas del barrio. Siendo demasiado joven, Vext tuvo que colarse en clubes incluso para sus propios conciertos. En 1996, formó la banda Maniacal Disciple con sus amigos Jim Donovan, Steve Perlmutter y Mike Kontaras, cambiando finalmente su nombre a "Vext" (una palabra que encontró en las letras de Wu-Tang Clan), que se convirtió en su apodo después de que empezara a ser conocido como "Tommy Vext" en la escena hardcore neoyorquina. Vext era una banda local de moda, que tocaba en CBGB, The Continental y Lamours. También fueron teloneros de Biohazard, Candiria y muchos otros. En 2005, en el concierto del 25.º aniversario de Roadrunner Records, Vext fue invitado a cantar con Corey Taylor de Slipknot.

### Con Divine Heresy
En 2006, Dino Cazares de Fear Factory reclutó a Vext para liderar su nueva banda, Divine Heresy. Su primer álbum de estudio Bleed the Fifth se lanzó en Estados Unidos el 28 de agosto de 2007 a través de Century Media Records. El álbum fue producido por Logan Mader, exguitarrista de Machine Head y Soulfly.
Vext escribió la mayoría de las letras, que tratan sobre conflictos personales y cómo las personas los superan. Gran parte del contenido lírico fue influenciado por el Apocalipsis, los desastres naturales, la guerra y el terrorismo.
En mayo de 2008, Vext fue despedido de Divine Heresy tras un altercado físico con Cazares. La separación dejó a los fans y a la prensa confundidos. En una entrevista exclusiva con Metal Injection, Vext explicó las verdaderas razones de su salida de la banda:

He estado sufriendo las humillaciones del ego descomunal de Dino desde que trabajé con él, y desafortunadamente, todo lo que había escuchado sobre él finalmente se hizo realidad, y es exactamente como lo han retratado sus exmiembros de la banda. Y esto que está sucediendo ahora es la misma razón por la que ya no está en Fear Factory. Fue un paso importante en mi vida y estoy siguiendo adelante.

Toda la banda rechazó su declaración y respondió: «Es lamentable que nuestra situación con Tommy Cummings se haya vuelto tan fea... La decisión de sacar a Tommy Cummings de Divine Heresy no fue solo de Dino Cazares. Fue una decisión que tomamos como banda».
En septiembre de 2014, Vext regresó en una nueva versión de Divine Heresy con el baterista Tim Yeung.
Posteriormente, el bajista Joe Payne y el baterista Tim Yeung rompieron relaciones con Dino y el 27 de julio de 2015, en una entrevista con MetalSucks, Cazares confirmó que era el único miembro restante de Divine Heresy.

### Con Snot
Snot es una banda estadounidense de metal originaria de Santa Bárbara, California. Formada en 1995, la banda lanzó su álbum debut de estudio Get Some, con el vocalista fundador Lynn Strait en 1997 y se disolvió tras su fallecimiento en 1998. En 2008, la banda se reformó, con Vext como vocalista. Snot ha realizado varios conciertos liderados por Vext, incluyendo una gira en otoño de 2008 por Estados Unidos, como teloneros de Mudvayne, 10 Years y DevilDriver. Cuando el guitarrista original Sonny Mayo dejó la banda, Snot volvió a tomarse un descanso.
El 11 de febrero de 2014, Snot se reunió por segunda vez en el Whisky a Go Go de Hollywood. Esta segunda formación contó nuevamente con Vext, Mayo, Doling, Fahnestock y Miller. Posteriormente, tocaron tres conciertos más en el sur de California antes de volver a cerrar sus puertas. Snot volvería a reunirse, pero sin Tommy Vext.

### Con Bad Wolves
En 2016, Vext formó una nueva banda, Bad Wolves, con John Boecklin, exbaterista de DevilDriver. Los guitarristas Doc Coyle (Vagus Nerve, God Forbid) y Chris Cain (Bury Your Dead), y posteriormente el bajista Kyle Konkiel, exintegrante de In This Moment, fueron reclutados para el proyecto. Durante el verano de 2016, entraron en AudioHammer Studios con su colaborador de siempre, Mark Lewis (Trivium, All That Remains), y grabaron lo que se convertiría en el álbum de estudio debut del grupo. El 2 de mayo de 2017, Bad Wolves estrenó de forma independiente la canción "Learn to Live", acompañada de un video musical. El video fue reproducido más de 600.000 veces. En noviembre de 2017, se anunció que Bad Wolves firmó con Eleven Seven Music y Zoltan Bathory, guitarrista fundador de Five Finger Death Punch, los tomó bajo su tutela como mánager de la banda.
La banda lanzó su primer álbum de estudio Disobey, el 11 de mayo de 2018 a través de Eleven Seven Music.
El álbum alcanzó el puesto número 23 en la lista Billboard 200 de Estados Unidos. En mayo de 2017, Bad Wolves lanzó su sencillo debut, «Learn to Live». En noviembre de 2017, Bad Wolves lanzó su segundo sencillo, «Toast to the Ghost». El 18 de enero de 2018, lanzaron un tercer sencillo, una versión de «Zombie» (originalmente de The Cranberries), que figuró en varias listas de Billboard. La noche de su muerte, Dolores O'Riordan dejó un mensaje de voz a su amigo, el ejecutivo de la discográfica Dan Waite, ofreciéndose a cantar en la versión que Waite le había dado previamente a O'Riordan para que la escuchara y acreditara. TMZ publicó este mensaje de voz el 5 de abril de 2018. El video musical se lanzó el 22 de febrero. La canción encabezó la lista de Billboard Mainstream Rock Songs, y el video musical fue visto más de 170 millones de veces. El sencillo obtuvo certificación de platino en Canadá y Estados Unidos, y de oro en Alemania.
Vext se separó de Bad Wolves el 9 de enero de 2021. Aunque inicialmente declaró que sus antiguos compañeros de banda y su discográfica lo habían obligado a irse, el 11 de enero de 2021 emitió una declaración pública en la que afirmaba que la decisión de marcharse era suya. Vext se pronunció en contra de la violencia asociada a los disturbios de Black Lives Matter durante la primavera y el verano de 2020, expresando su preocupación por la situación en Estados Unidos y apoyando públicamente al entonces presidente Donald Trump. Se le cita diciendo: "Y por esto vinieron a por mí... La cultura de la cancelación atacó a mi banda... Sin embargo, esta es mi lucha, me doy cuenta de que no puedo arrastrar a mis compañeros ni a la gente que me rodea a esto. Yo solo decidí lanzarme en solitario...". Ese mismo día, John Boecklin y Doc Coyle respondieron a las justificaciones de Vext durante una transmisión en vivo en Facebook. Si bien no quisieron revelar nada sobre el motivo de su salida, indicaron que no estaba relacionada con la "cultura de la cancelación" ni con "sus creencias políticas". Boecklin dijo: "Ya era hora de volver".
Tras su salida de la banda, Vext filtró el 25 de mayo de 2021 que Bad Wolves había elegido al exguitarrista de The Acacia Strain, Daniel "DL" Laskiewicz, como su nuevo vocalista. Esto fue confirmado por la banda poco más de una semana después.

### Como solista
Tras su salida de Bad Wolves, Vext inició una campaña de GoFundMe para un disco solista de música original. También empezó a subir a su cuenta de YouTube una serie de versiones de canciones que grabó en 2020, además de anunciar las fechas de su gira "Fuck Cancel Culture Tour" en abril de 2021. Su campaña de GoFundMe recaudó más de 175.000 dólares antes de que Vext declarara el 15 de marzo de 2021 que no lo lanzaría debido a que le habían presionado económicamente para que se sometiera. Afirmó que "el álbum original que grabé el año pasado no saldrá o se lo cederán a otro artista del sello para que lo interprete como propio. Desafortunadamente, luchar contra esto costaría cientos de miles de dólares y tardaría años en resolverse". También declaró que el álbum de versiones "sigue esperando a que se firmen los acuerdos legales, pero estoy emocionado de hacérselos llegar lo antes posible".
En julio de 2021, Vext presentó una demanda contra Allen Kovac, mánager de Bad Wolves y director ejecutivo de Better Noise Music, su sello discográfico. En la demanda, Vext acusó a Kovac de intentar impedirle hacer declaraciones políticas en redes sociales, de intentar comprarle las marcas registradas de Bad Wolves, de presionar a las radios y plataformas de streaming para que dejaran de emitir Bad Wolves cuando Vext se negó a venderle las marcas registradas con el fin de expulsarlo de la industria musical, y de usar repetidamente insultos raciales contra Vext para menospreciarlo. Posteriormente, Kovac emitió su propia declaración, afirmando que las acusaciones de Vext eran "categóricamente falsas" y que Vext "nos ha arrastrado a una narrativa ridícula e infundada que lo presenta falsamente como una víctima". El 18 de diciembre de 2023, Vext lanzó A.N.T.A.R.C.T.I.C.A exclusivamente en su aplicación, tommyvextapp.com. El 2 de febrero, anunció que el álbum estaría disponible en todas las plataformas de streaming el 18 de mayo de 2024.
Desde agosto de 2024, Vext ha estado de gira con Ill Niño como vocalista, sustituyendo a Marcos Leal. Leal dejó la banda al mes siguiente, y Vext ha continuado en el puesto.

## Discografia
con Vext
- 2004: Cast the First Stone
- 2012: Impermanence (EP)
- 2013: Broke Is the New Black (EP)

con Divine Heresy
- 2007: Bleed the Fifth

con Westfield Massacre
- 2016: Westfield Massacre

con Bad Wolves
- 2018: Disobey
- 2019: N.A.T.I.O.N.

En solitario
- 2022: Grand Theft Audio
- 2022: Uncovered, Vol. 1
- 2022: Uncovered, Vol. 2
- 2024: Antarctica

Colaboraciones
- Jim Johnston - 2017: "I Bring the Darkness (End of Days)"
- Jelly Roll & Struggle Jennings - 2020: "Winds Of Change"
- Peyton Parrish - 2022: "Dane"